# Wormaldia simulans
Wormaldia simulans är en nattsländeart som beskrevs av Douglas E. Kimmins 1955. Wormaldia simulans ingår i släktet Wormaldia och familjen stengömmenattsländor. Inga underarter finns listade i Catalogue of Life.